# Chen Hong (pintor)
Advertiment: Existeixen altres pintors amb els quals pot haver una confusió, com Chen Hong Xin (nascut el 1944), Chen Shao Hong(n. el 1943) que a més és cal·lígraf, Jiang Hong Chen o Chen Jiang Hong (n. el 1963) i també Ju Hong Chen.(n. el 1941).
Chen Hong (xinès simplificat: 陈闳; xinès tradicional: 陳閎; pinyin: Chén Hóng) fou un pintor xinès de la dinastia Tang que va viure durant el segle viii però es desconeixen tant la seva data de naixement com la de la seva mort. El seu lloc de naixement és Kuaiji (província de Zhejiang).
Fou un pintor de la cort de la dinastia Tang. Aquesta cort tenia predilecció per les pintures d'animals, sobretot pels cavalls que de ser representant de forma realista cada cop les seves formes es va arrodonint establint-se un paral·lelisme amb la figura de les dones nobles d'aquest període. Es coneixen d'aquest pintor els retrats que va fer als emperadors Xuanzong i Suzong.